# José Lobos
José Vicente Lobos Toledo (Valparaíso, 1882-Puerto Montt, 1948) fue un comerciante y político liberal chileno. Hijo de José Santos Lobos Bastías y Jovina Toledo Vega. Su hijo, Augusto Lobos, fue alcalde de Puerto Montt. Contrajo matrimonio con María Abigail Barrientos Díaz.
Estudió en el Liceo de Puerto Montt y se dedicó luego al comercio. Instaló una fábrica de conservas y un almacén en el puerto. Trabajó también en exportación de productos de Angelmó hacia la zona central del país.
Miembro del Liberal. Fue regidor de la Municipalidad de Puerto Montt (1941-1944) y alcalde (1944-1947). 